# 上杉憲秋
上杉 憲秋（うえすぎ のりあき）は、室町時代中期の武将。犬懸上杉家5代当主。

## 略歴
上杉氏憲（禅秀）の子として誕生。応永23年（1416年）の上杉禅秀の乱の際には、父に従い一軍を率いて4代鎌倉公方・足利持氏と戦ったが、途中で病を得て戦線を離脱したため京へ逃れ、命を長らえた。
後に享徳3年（1455年）からの享徳の乱の緒戦において、関東管領・上杉憲忠を殺害した5代鎌倉公方・足利成氏（持氏の子）を討伐するために上杉顕房や長尾景仲らと共に転戦した。享徳4年（1455年）の分倍河原の戦いにおいて先陣を務めたものの、成氏の猛攻に遭い敗れ、現在の高幡不動の地において自刃した。同所に墓所が残る。